# Reisemarschall
Der Reisemarschall war ein höherer Hofbeamter.

## Definition
Der Reisemarschall begleitete Herrscher oder Personen des Hochadels auf ihren Reisen. Zuvor hatte er alles zur Reise Benötigte organisiert, beschafft und vorbereitet. Er war der Vorgesetzte des mitreisenden Dienerpersonals, zu dem beispielsweise der Reisehofbäcker, Reisemundschenk, Reisemundkoch, Reisehofcassier, Reisehofprofoss und viele mehr gehörten. Während der Reise besorgte er die wichtigeren Angelegenheiten. Niedere Fürsten hatten statt des Reisemarschalls nur einen Reisestallmeister.
Bis in unsere Tage bedient sich der jeweilige Papst eines Reisemarschalls.

## Reisemarschälle
- Renato Boccardo, Reisemarschall von Papst Johannes Paul II.
- Anton von Branconi und Bonaventura von Brederlow, Reisemarschälle von Herzog Franz von Anhalt-Dessau
- Alberto Gasbarri, Reisemarschall von Papst Benedikt XVI.
- Carl Ernst von Malortie, Reisemarschall des späteren Königs Ernst August von Hannover
- Thankmar von Münchhausen (1795–1864), Reisemarschall des Herzogs von Württemberg
- Caspar von Schomberg, General, Reisemarschall des Prinzen von Anjou, des späteren französischen Königs Heinrich III.
- Georg Ernst von Sturmfeder (1727–1793) war Oberamtmann in Mosbach, Geheimer Rat und Reisemarschall
- Roberto Tucci, Kardinal, Reisemarschall von Papst Johannes Paul II.
- Johannes Georg von Witzleben (1677–1743), Kammerjunker und Reisemarschall des Fürsten von Schwarzburg